# Paridris laeviceps
Paridris laeviceps är en stekelart som först beskrevs av William Harris Ashmead 1893.  Paridris laeviceps ingår i släktet Paridris och familjen Scelionidae. Inga underarter finns listade i Catalogue of Life.